# Caloboletus inedulis
Caloboletus inedulis es un hongo bolete de la familia Boletaceae nativo de América del Norte. Hasta 2014, era conocido como Boletus inedulis. Cambios en el marco filogénico de la familia Boletaceae provocaron la transferencia de esta especie, junto con varios otros boletus relacionados —incluido Caloboletus calopus—, al género Caloboletus. La especie no es comestible.